# Легионите на Клеопатра (филм, 1959)
„Легионите на Клеопатра“ (на италиански: Le legioni di Cleopatra) е епико-исторически приключенски филм от 1959 година на режисьора Виторио Котафави с участието на Линда Кристал, Еторе Мани и Жорж Маршал, копродукция на Италия, Франция и Испания.

## Сюжет
Императорът Октавиан Август (Алфредо Майо) управлява западната част на империята от Рим, а съперникът му Марк Антоний (Жорж Маршал), чиято любовница е царицата на Египет, Клеопатра (Линда Кристал), контролира източната част от Александрия. Октавиан възнамерява да си възвърне контрола върху цялата империя. Неговите войски акостират на брега край Александрия и обсаждат града, като целта е да бъдат заловени Марк Антоний и Клеопатра и да бъдат екзекутирани. Въпреки че армията на Октавиан е по-многочислена от тази на Марк Антоний, Клеопатра има тайни съюзници, които да и изпратят легионите си на помощ. Двете враждуващи страни се подготвят за финалната битка.

## В ролите
- Линда Кристал като Клеопатра
- Еторе Мани като Куридио
- Жорж Маршал като Марк Антоний
- Конрадо Сан Мартин като Готарзе
- Мария Махор като Мариана
- Алфредо Майо като Октавиан Август
- Даниела Рока като Тейре
- Мино Доро като Домициано
- Андреа Аурели като Имотио
- Хуан Махан като Вецио
- Томас Бланко като Овидио
- Жани Клер като Андемио
- Анхел Алварес като търговеца на роби